# Jean-François Pilâtre de Rozier

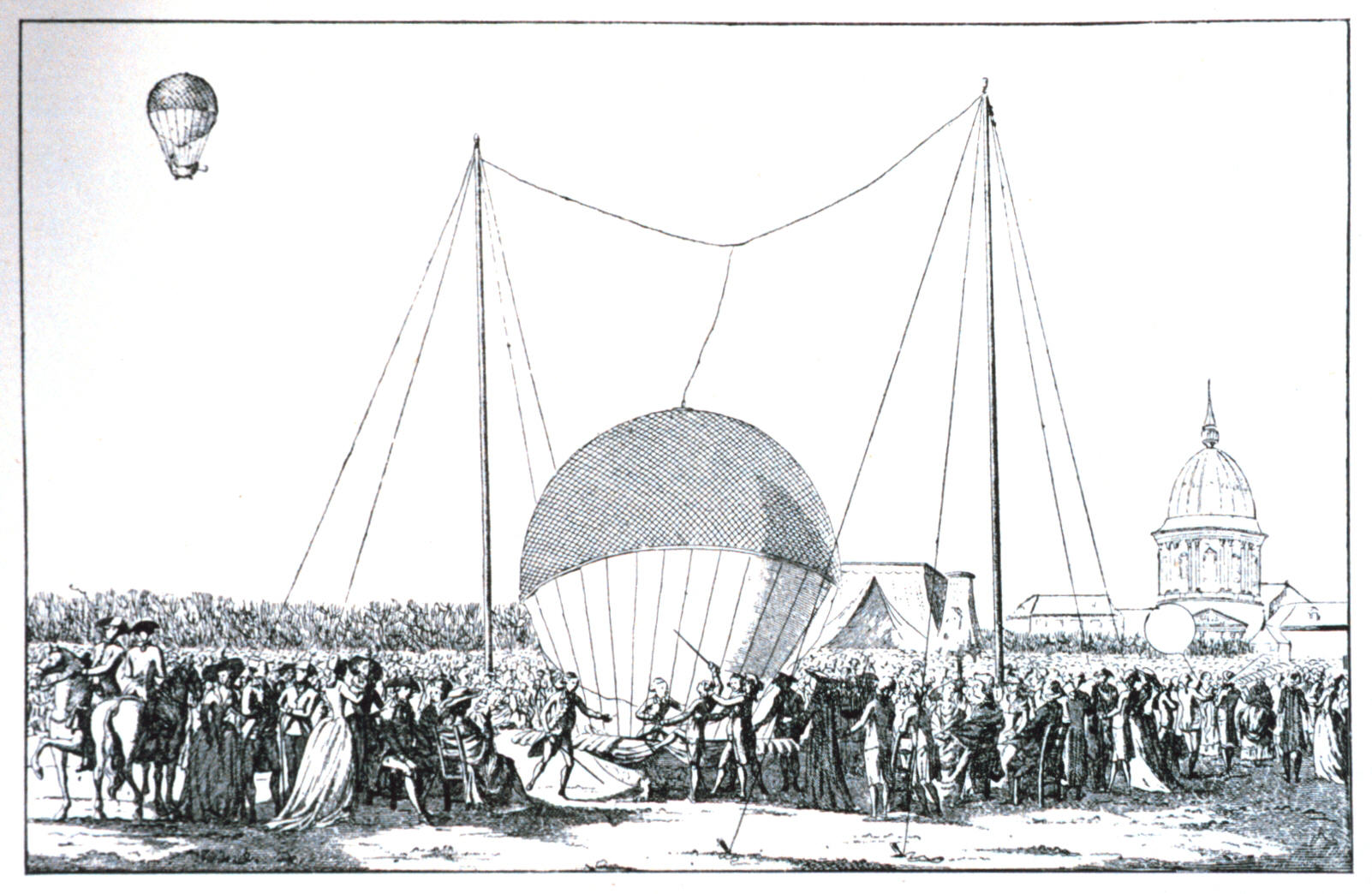
Primer ascenso de un globo tripulado, 15 de octubre de 1783. Alcanzó una altura de 25 metros, y fue ideado por el Marqués d'Arlandes y Pilâtre de Rozier.

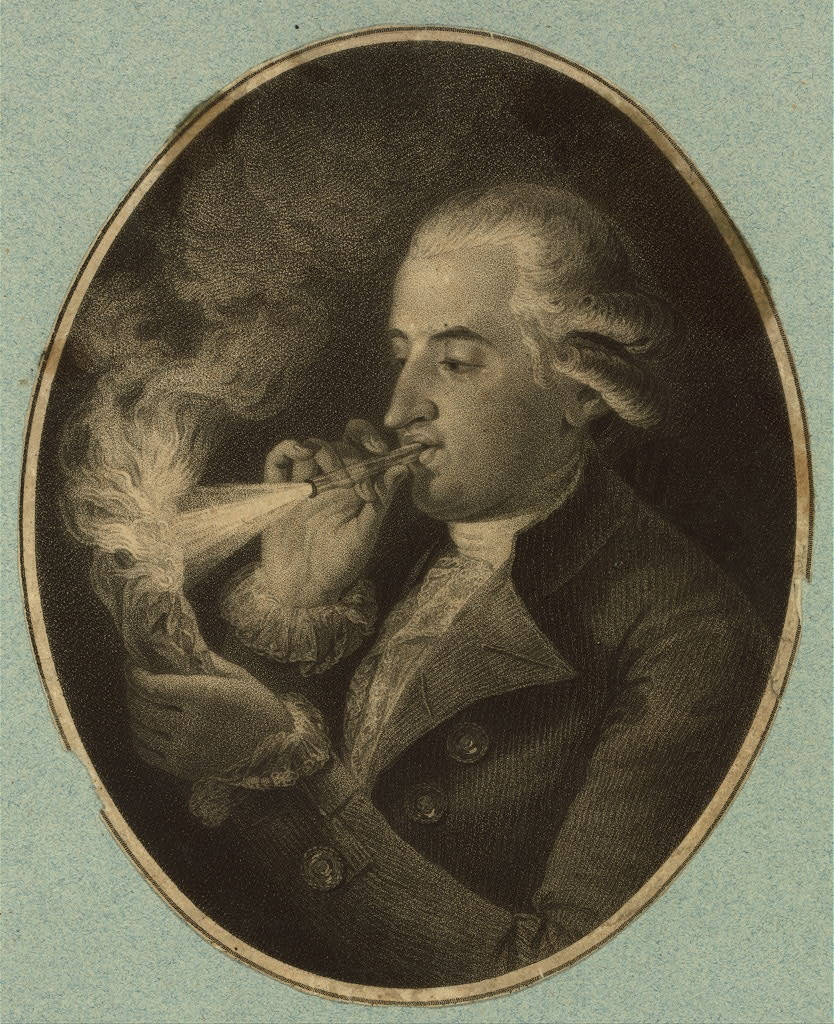
de Rozier soplando hidrógeno en una llama.

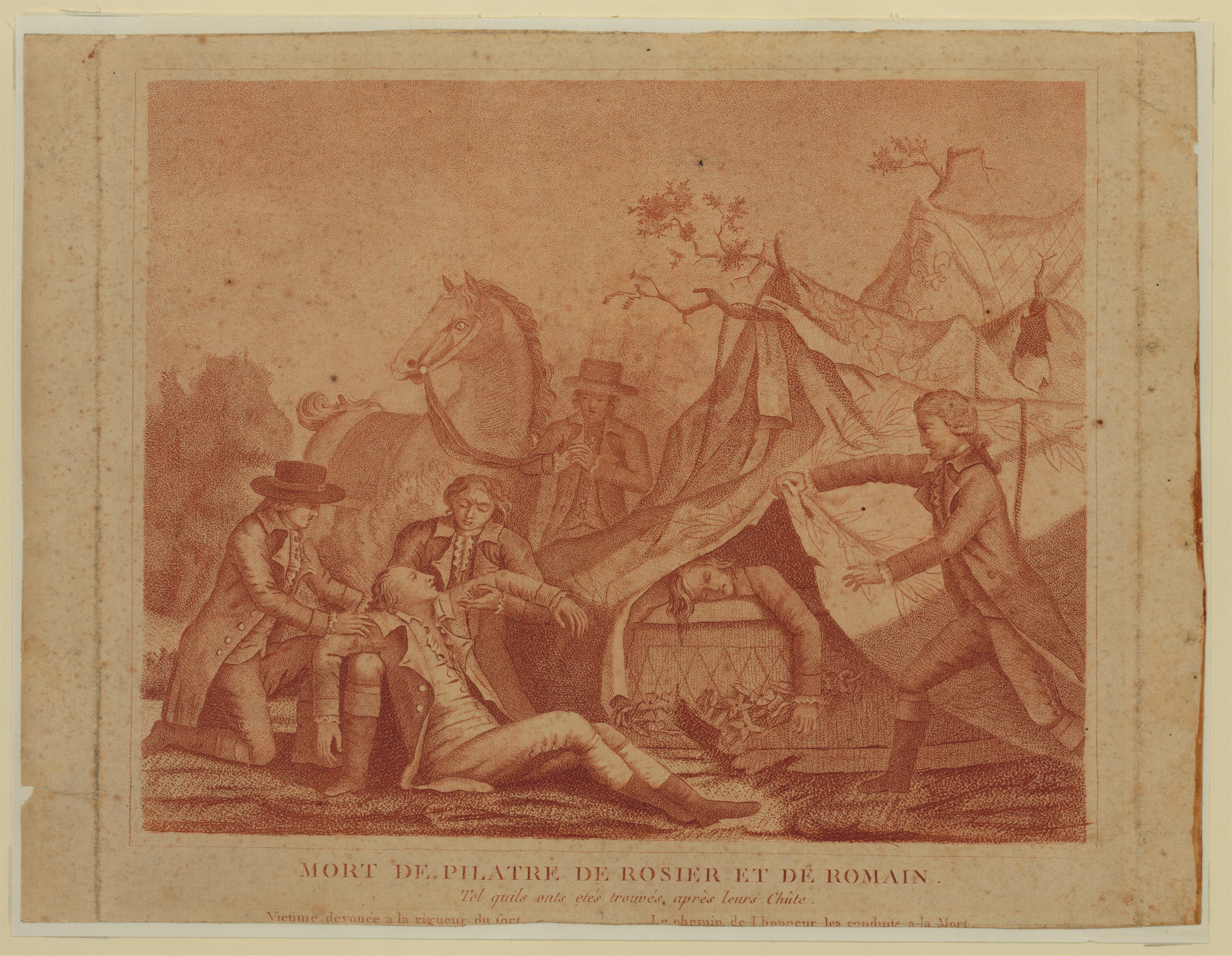
Muerte de Rozier y Romain.

Jean-François Pilâtre de Rozier (30 de marzo de 1754 - 15 de junio de 1785) fue un profesor de física y química francés y uno de los primeros pioneros de la aviación. Murió cuando su globo se estrelló cerca de Wimereux en el Paso de Calais en el curso de un intento de cruzar volando el Canal de la Mancha. Él y su acompañante, Pierre Romain, pasaron a ser las dos primeras víctimas de un accidente aéreo.

## Aprendizaje
Nació en Metz, cuarto hijo de Magdeleine Wilmard y Mathurin Pilastre, conocido como “du Rosier”, un exsoldado que regentaba una posada. Su interés por la química y las drogas se despertó en el hospital militar de Metz, una importante torre en la frontera de Francia. Se marchó a París a los 18 años de edad. En la Academia de Reims enseñó Física y Química, lo que le atrajo la atención del Conde d'Artois, hermano del rey Luis XVI. Volvió a París, donde quedó a cargo del gabinete de historia natural del conde y le hizo valet de chambre de la esposa del conde, quien le pondría su nombre nobiliario, Pilâtre de Rozier. Abrió su propio museo en Le Marais, el 11 de diciembre de 1781, donde llevó a cabo experimentos de física y realizó demostraciones a los nobles. Investigó en la nueva área de los gases e inventó un respirador.

## Primeros vuelos
En junio de 1783 presenció el primer vuelo de globo de los hermanos Montgolfier. El 19 de septiembre ayudó en un vuelo tripulado por una cabra, un pato y un gallo en un globo sin sujeción en el jardín frontal del Palacio de Versalles. Tras varias pruebas (el 15 de octubre se produjo la primera ascensión de un ser humano, aunque con el globo atado a tierra),  realizó el primer vuelo libre tripulado de la historia el 21 de noviembre de 1783 acompañado por el Marqués d'Arlandes. Durante el vuelo, de 25 minutos, empleando un globo aerostático de Montgolfier, viajaron 13 kilómetros desde el Château de la Muette hasta Butte-aux-Cailles, y desde allí sobre las afueras de París, alcanzando una altura de 3 000 pies (914 m).
Fue, junto con Joseph Montgolfier, uno de los seis pasajeros del segundo vuelo, del 19 de enero de 1784 con un enorme globo de Montgolfier, Le Flesselles, que partió de Lyon. Tenía un volumen de aproximadamente 13 000 m³, aproximadamente diez veces más que el primer vuelo, pero solo recorrió un corto trayecto.
Participó en otro vuelo el 23 de junio de 1784, en una versión modificada del primer globo de Montgolfier bautizado La Marie-Antoinette en honor a la reina, que despegó ante el rey de Francia y el rey Gustavo III de Suecia. El globo, tripulado por de Rozier y Joseph Proust, voló hacia el norte a una altura de unos 3.000 metros, por encima de las nubes. Recorrieron 52 km en 45 minutos, antes de que el frío y las turbulencias les forzasen a descender pasado Luzarches, entre Coye y Orry-la-Ville, cerca del bosque de Chantillí.  Establecieron un nuevo récord de velocidad, altura y distancia viajada.

## El accidente
El siguiente plan de Rozier era cruzar el Canal de La Mancha desde Francia hasta Inglaterra. Se estimó que un globo de Montgolfier no sería capaz de acometer la tarea, pues requeriría grandes depósitos de combustible para calentar el aire, así que el globo escogido fue una combinación de globo de aire caliente y de hidrógeno. Se preparó en otoño de 1784, pero los problemas les hicieron retrasar su intento. Entretanto se les adelantaron otro francés, Jean-Pierre Blanchard, y su acompañante estadounidense, John Jeffries, que cruzaron el Canal de La Mancha en un globo de hidrógeno el 7 de enero de 1785, desde Inglaterra a Francia.
De Rozier y su acompañante, Pierre Romain, consiguieron finalmente despegar de Boulogne-sur-Mer el 15 de junio de 1785. Tras un inicio prometedor, un cambio en la dirección del viento les devolvió a tierra, a unos 5 km del punto de partida. El globo se desinfló súbitamente y se estrelló junto a Wimereux, en el Paso de Calais. Los dos tripulantes fallecieron, convirtiéndose en las dos primeras víctimas de un accidente aéreo. De Rozier tenía 31 años.
El globo de Rozier, globo moderno de gas ligero y aire caliente, fue nombrado en honor a sus primeros diseños.

## Eponimia
- El cráter lunar Pilâtre lleva este nombre en su memoria.[1]

## Cine
- 1936: Conquest of the Air, de Zoltan Korda, con John Abbott.